# Ханака

Текіє дервішів у Євпаторії

Ха́нака (перс. خانگاه) — суфійська обитель. Первинно ханаки були скромними притулками дервішів, але потім перетворились на цілі комплекси, детально продумані й багато прикрашені. Ханаки відігравали значну соціальну роль, виконуючи функції місць громадських і політичних зібрань, шкіл, готелів, лікарень, доброчинних центрів тощо.

## Функції

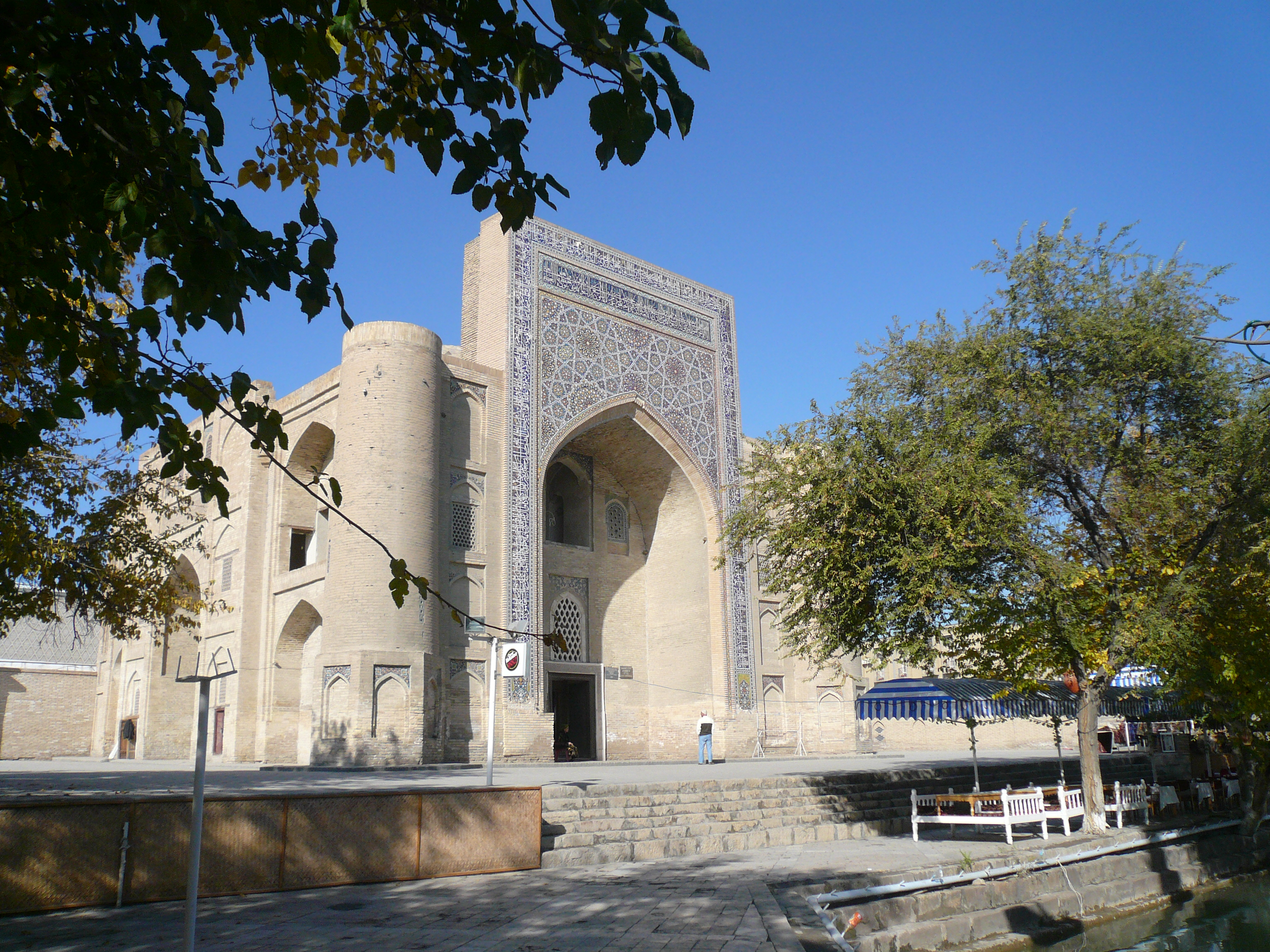
Ханака Диван-Бегі у Бухарі

За своїми функціями центру релігійного аскетизму ханака схожа на християнський монастир, але на відміну від останнього, процес входу й виходу з ханаки був максимально полегшений, щоб не заважати дервішам у їхніх мандрах. Ханака виконувала також доброчинну функцію та виконувала роль готелю — часто у ханаках зупинялись паломники, поети і вчені, іноді навіть і правителі.
Відомі випадки, коли ханака будувалась якимось правителем чи просто дуже багатою людиною через бажання зробити богоугодний вчинок, прославивши тим самим своє ім'я в історії країни. Наприклад, ханака Диван-Бегі у Бухарі.
Упродовж багатьох століть суфійські обителі виконували значну соціальну роль в ісламському світі. Там розміщувались основні центри просвіти і школи (мактаби), де вивчали різні релігійні науки та грамоту. Там же розміщувались бібліотеки (кітабхани).
В обителях проводились різні громадські й політичні зібрання. Вони виконували роль готелів і постоялих дворів (караван-сарай) для мандрівників (мусафірів). Нужденні могли отримати в них харчування, а інакодумці — сховище від переслідувань влади. Виконуючи й роль лікарень (дар аль-аджаза), обителі надавали допомогу постраждалим, лікували різні хвороби.

## Планування
Зазвичай ханака є прямокутною спорудою з внутрішнім двором чи великою купольною залою, що має назву зікрхана (дарсхана) чи сума'а й використовується для молитов, зібрань і практик дервішів, таких як зікр і сема. Навколо зікрхани розташовуються келії-худжри. У ханаці обов'язково розташовувалась мечеть, часто поряд будувався і хауз, також у ханаці міг розташовуватись мавзолей засновника, іншої духовної очоби чи правителя.

## Проживання

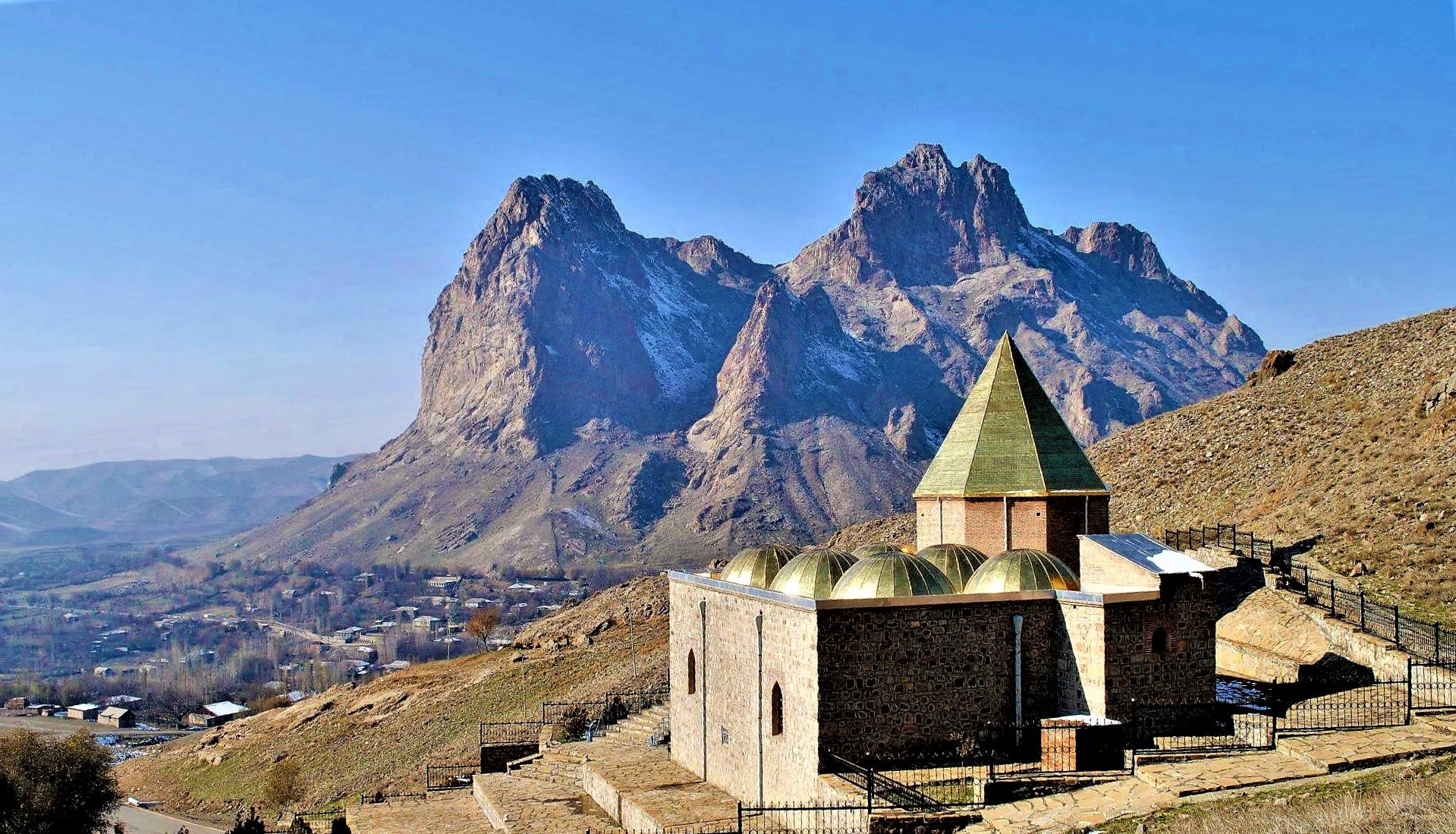
Текіє в селі Ханега

На відміну від християнських монастирів процедура поселення й виходу з ханаки була максимально простою, через що ханаку іноді порівнюють з готелем. Майже у кожній ханаці були правила короткочасних чи довготривалих відвідувань. Сам шейх міг жити з родиною в одному з приміщень комплексу (тому у ханаках іноді могли бути гареми) та у спеціально відведений час бачитись зі своїми учнями, щоб керувати їхнім духовним розвитком. Зазвичай він головував на п'яти молитвах братства.

## Фінансування
Деякі ханаки існували завдяки нерегулярним дарам і пожертвам (футух), натомість інші отримували регулярну допомогу. Ордени, подібні до Чіштія в Індії, були надзвичайно гостинними, у них постійно гостювали іноземці; в інших орденах діяли суворі правила щодо часу відвідування й категорій відвідувачів, яким дозволялось бачити наставника.
У Боснії з середньовіччя до наших днів в основній будівлі ханаки чи текке могла розміщуватись реміснича майстерня, млин чи крамниця. Таке можна зустріти й у Туреччині, де біля одного з текке міста Конья збудована невелика продовольча крамниця. Це дозволяє обслуговувати й підтримувати комплекс будівель того текке.

## Види ханак

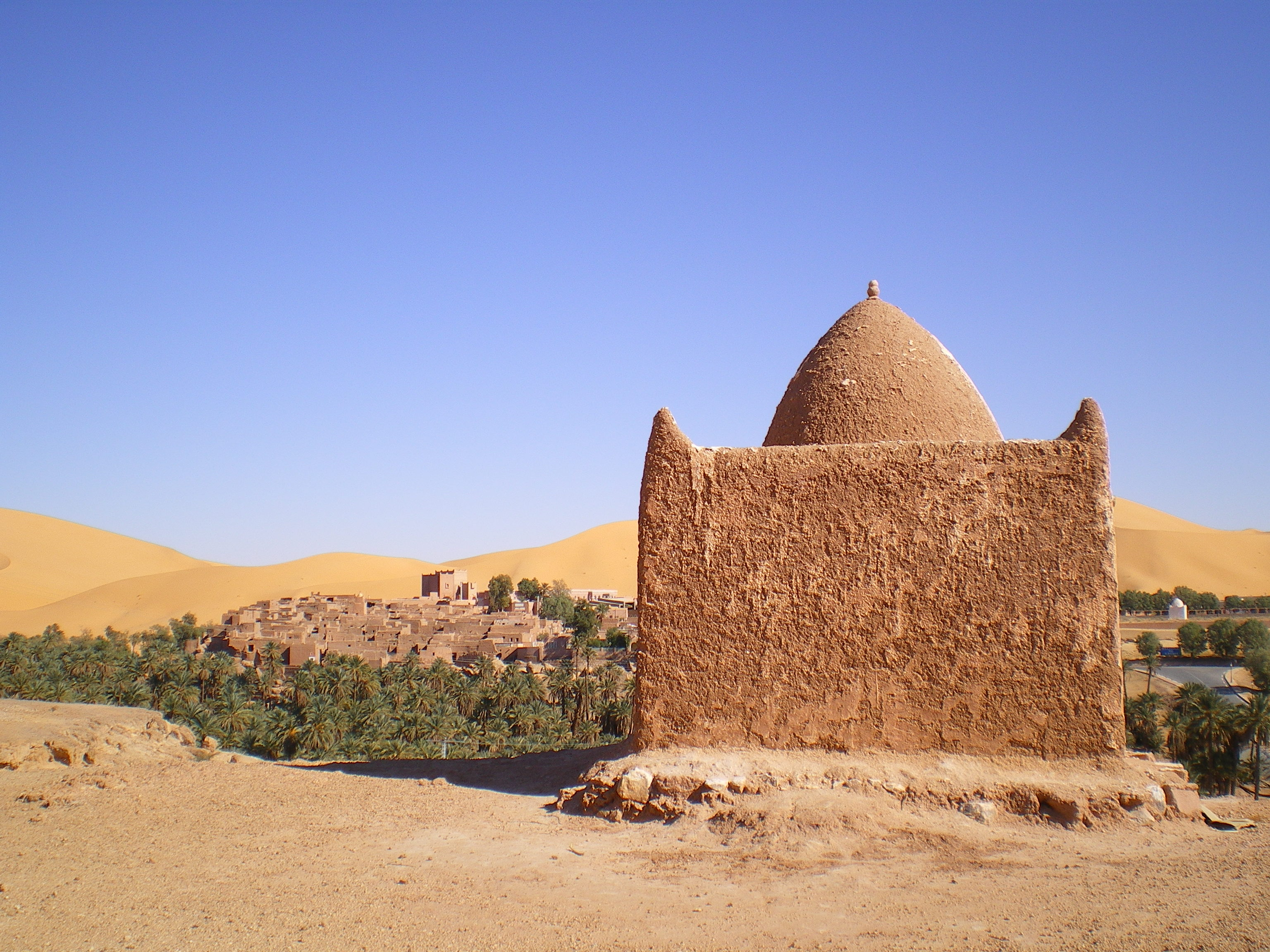
Завія у Тагірті (Алжир)

У пізньому середньовіччі на заході мусульманського світу сформувались завії — комплексні споруди, що включають невелику мечеть, приміщення для житла шейха та мюридів, а також притулок для дервішів. Великі й центральні обителі мають назву аситани.